# Марселіно Варгас
Марселіно Варгас (ісп. Marcelino Vargas, нар. 1 лютого 1921) — парагвайський футболіст, воротар. Виступав, зокрема, за клуб «Депортіво Перейра», а також національну збірну Парагваю. Чемпіон Парагваю 1945 року.

## Клубна кар'єра
У футболі дебютував 1945 року виступами за команду «Лібертад». Провів у команді з Асунсьйона сім років своєї кар'єри, вигравши за цей час титул чемпіона Парагваю.
До колумбійського «Депортіво Перейра» приєднався 1951 року, провів у його складі два роки.

## Виступи за збірну
1950 року дебютував в офіційних матчах у складі національної збірної Парагваю, провівши в її складі 11 матчів.
У складі збірної був учасником чемпіонату світу 1950 року у Бразилії, де зіграв зі Швецією (2-2) та Італією (0-2).
У складі збірної був учасником чемпіонату Південної Америки 1955 року у Чилі.

## Титули і досягнення
- Чемпіон Парагваю (1):

«Лібертад»: 1945